# Bencomo
Bencomo (fl. XV secolo) è stato re di etnia guanci del menceyato di Taoro, sull'isola di Tenerife, nelle Isole Canarie.
Al momento della conquista delle isole  era il più potente re dell'isola aborigena, considerato un "primus inter pares". 
Combatté nella Prima battaglia di Acentejo, conseguendo una vittoria per i Guanci contro l'invasione spagnola, dopo aver respinto i termini della resa da parte del governatore Alonso Fernández de Lugo. Si ritiene che, insieme al fratello Tinguaro, venne ucciso sulle colline di San Roque nel corso della Battaglia di Aguere. Ha avuto diversi figli, tra cui: Dácil e Bentor, il suo successore.
Nell'opera "Conquista de Tenerife" del 1604, l'autore Antonio de Viana scrive che il re, ferito ed irato, fece appendere ad un albero Guañameñe, l'indovino che predisse l'arrivo dei conquistatori.